# Robert Rudolf Werner
Robert Rudolf Werner (auch: Robert Rudolph Werner;  * 9. Januar 1820 in Veldenz; † 14. März 1891 in Darmstadt) war ein deutscher Ingenieur und Hochschullehrer. 

## Leben
Robert Rudolf Werner war der Sohn eines Predigers. Er besuchte zunächst das Progymnasium in Trarbach, danach eine Realschule in Darmstadt. In den Jahren 1837 und 1838 erhielt er seine technische Ausbildung an der höheren Gewerbeschule in Darmstadt. Nach dem Studium arbeitete er bei verschiedenen Unternehmen in Berlin, unter anderem bei Borsig. Kurz nach seiner Heirat 1849 ging er für zweieinhalb Jahre nach Patterson, New Jersey. Nach seiner Rückkehr ließ er sich wieder in Berlin nieder und arbeitete zunächst bei seinem früheren Arbeitgeber, der Maschinenfabrik von M. Webers. Danach machte er sich als Zivilingenieur selbständig. Ab 1854 unterrichtete er an der Königlichen Gewerbeakademie, ab 1860 an der Königlichen Bergakademie und ab 1866 an der Königlichen Bauakademie jeweils maschinentechnische Fächer. Am 1. April 1869 begann Werner, der seit 1864 den Titel Professor führte, seine Lehrtätigkeit an der späteren Technischen Hochschule Darmstadt. Dieser gehörte er bis zu seinem Eintritt in den Ruhestand am 1. Oktober 1890 an.
Robert Rudolf Werner war seit den 1850er-Jahren Mitglied im Verein Deutscher Ingenieure (VDI). Zunächst gehörte er keinem Bezirksverein an, später war er Mitglied des Berliner und danach des Frankfurter Bezirksvereins. Dem Berliner VDI-Bezirksverein saß er zeitweise vor. Auf der VDI-Hauptversammlung 1860 wurde Werner in den Redaktionsausschuss für die Zeitschrift des Vereins deutscher Ingenieure gewählt. Diese Aufgabe nahm er bis zum Jahr 1879 wahr. In den Jahren 1866 und 1867 gehörte er dem VDI-Vorstand an.
Robert Rudolf Werner war seit 1849 verheiratet. Seine Frau starb 1889, sein ältester Sohn 1883.